# Iglesia de San Juan Bautista (Samarcanda)
La iglesia de San Juan Bautista  (en ruso: Церковь святого Иоанна Крестителя) es la única iglesia católica en la ciudad de Samarcanda en el país asiático de Uzbekistán, donde el 95% son musulmanes. Depende de la administración apostólica de Uzbekistán con sede en Tashkent.
En los tiempos del Imperio ruso en el siglo XIX una pequeña minoría católica en Samarcanda la formaron comerciantes y empleados de origen polaco o alemán. Pidieron permiso para construir una iglesia en el año 1905, pero les fue negado. En 1915 se añadieron una serie de prisioneros de guerra polacos (originarios de Polonia, Prusia y Austria), por lo que fue posible que la comunidad católica pudiera construir su iglesia. Ellos compraron la tierra en la actual calle Makhmud Kochgari. La iglesia de estilo neogótico, fue construida por el arquitecto Nelle - y estuvo terminada en 1916. Fue cerrado por las autoridades de la República Socialista Soviética de Uzbekistán en 1930; para instalar una escuela.
En 1995, por iniciativa del padre Ivan Rolloff la comunidad católica de la ciudad obtuvo el permiso para registrar oficialmente y recuperar el edificio en 1997. Después de los trabajos de restauración, la iglesia está dedicado el 27 de marzo de 1999.
Hoy en día la comunidad está dirigida por un sacerdote polaco, el padre Luciano Szymanski asistido por dos hermanos franciscano de un monasterio polaco.

## Véase también

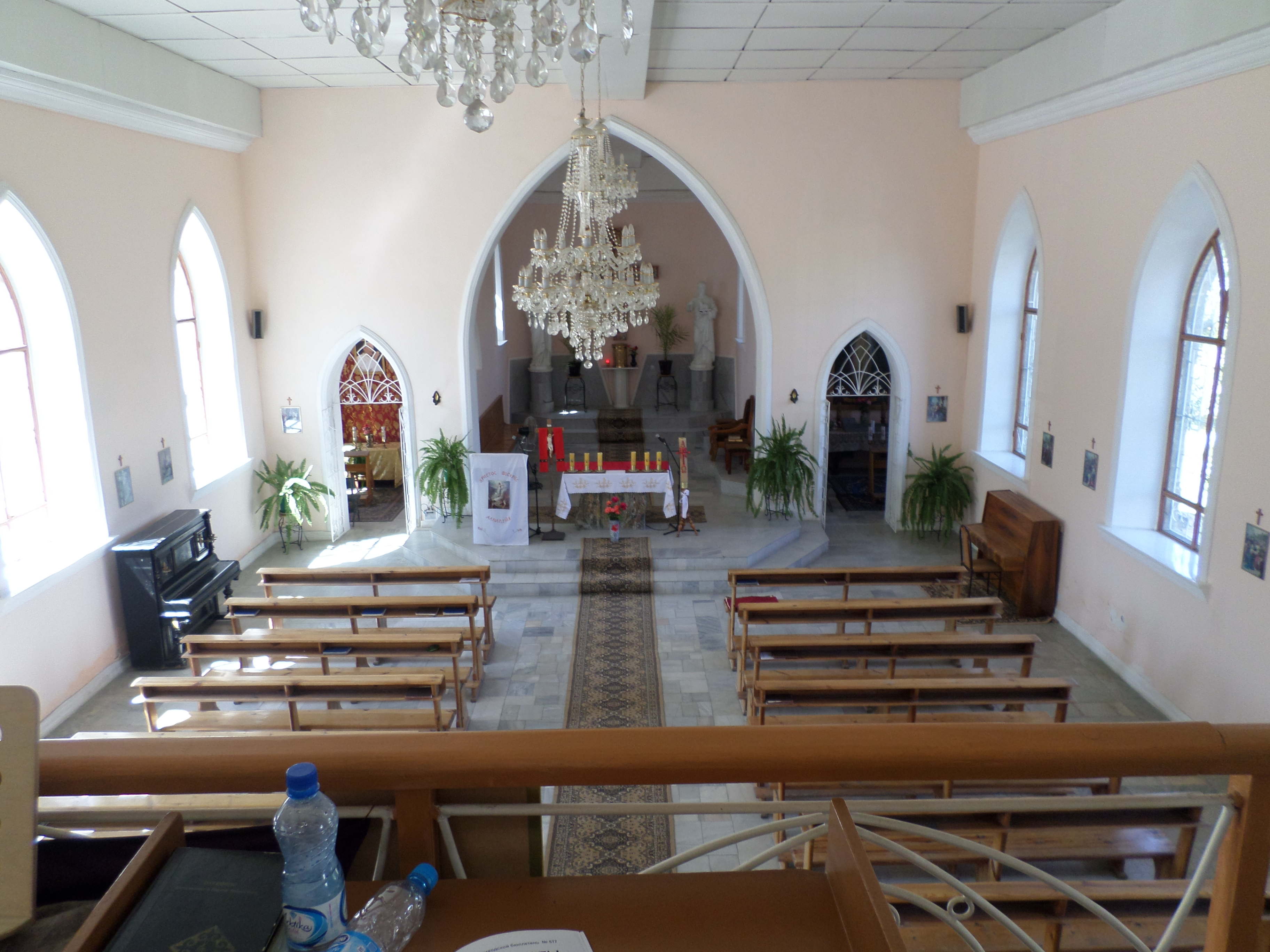
Vista interna